# Памятник защитникам польской почты

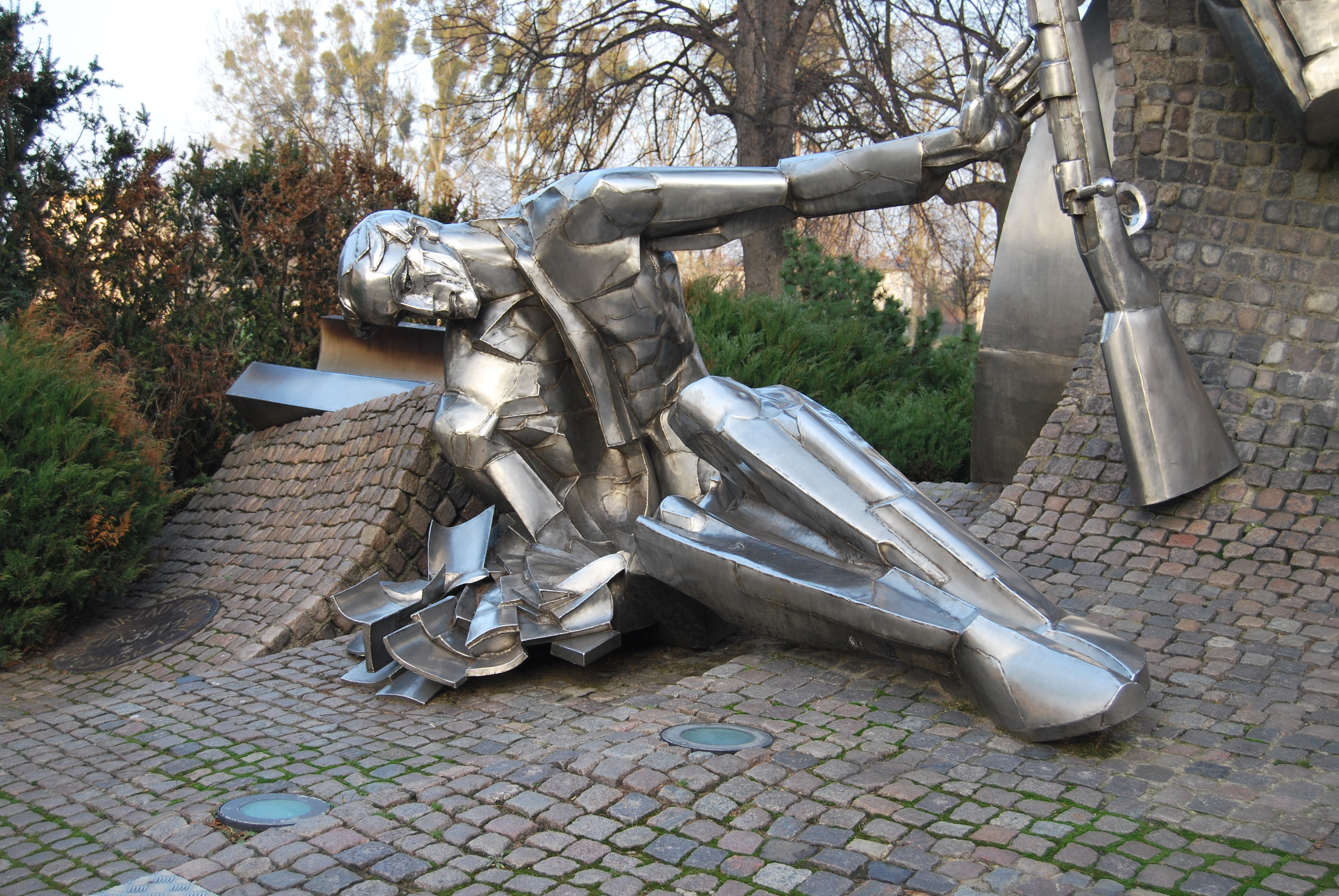
Фрагмент памятника

Памятник защитникам польской почты (пол. Pomnik Obrońców Poczty Polskiej w Gdańsku) — памятник, установленный в честь защитников обороны польской почты в Гданьске, одного из первых боёв Второй мировой войны и польской кампании, в ходе которого сотрудники польского почтового отделения в Гданьске (Данциге) в течение 15 часов обороняли здание почты от войск СС.
Один из символов Гданьска. Открыт в сороковую годовщину начала Второй мировой войны на площади Защитников польской почты 1 сентября 1979 года перед зданием почтамта № 1. Автор — скульптор Винценты Кучма.

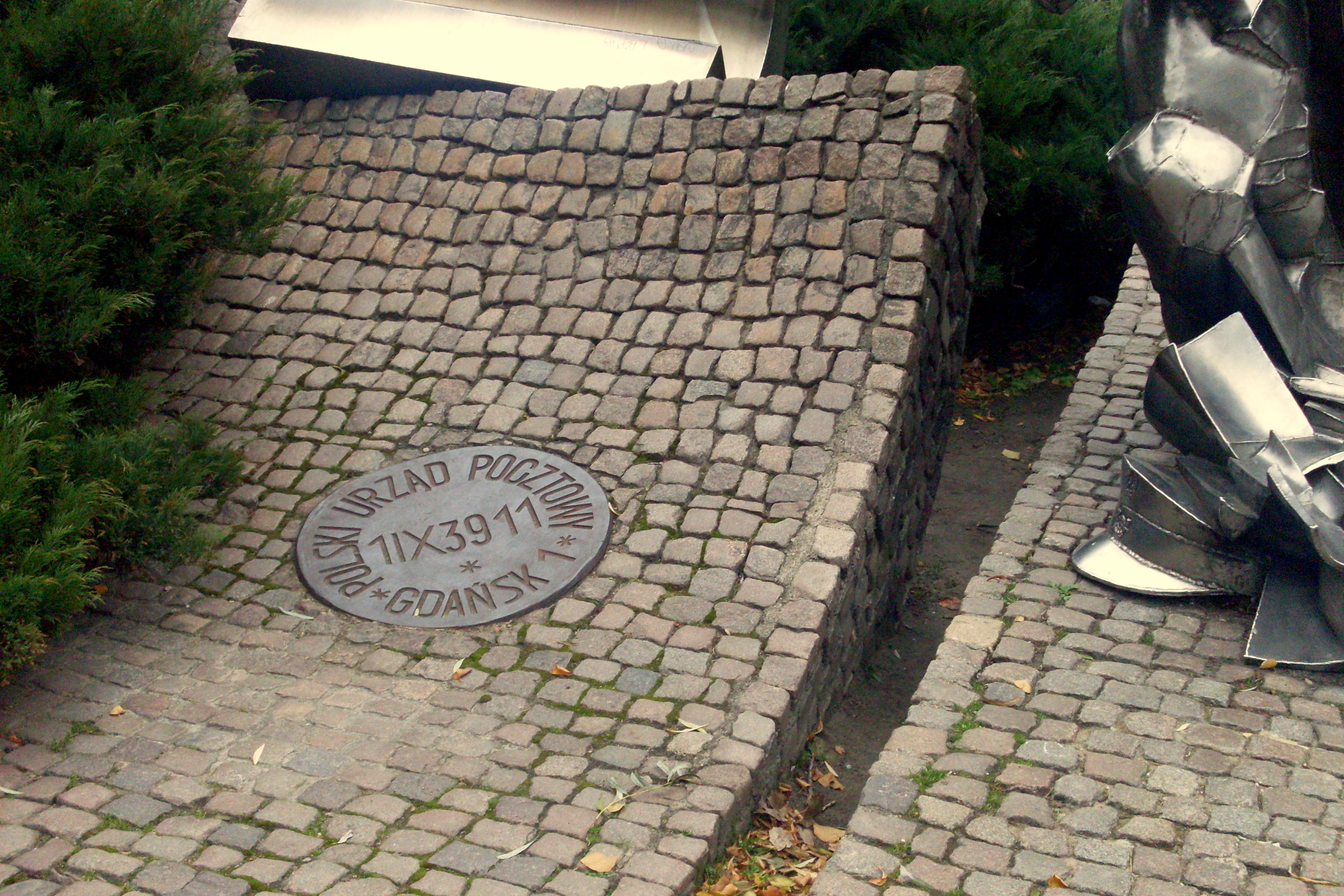
Фрагмент памятника

Памятник представляет собой фигуру смертельно раненого почтового служащего, которому богиня Ника подаёт винтовку. Из его почтовой сумки высыпаются письма.
Памятник изготовлен из нержавеющей стали. Рядом с памятником на стене бывшего почтового отделения установлена бронзовая эпитафия с именами погибших работников, авторами которой являются скульпторы Мария и Зигфрид Корпальские.
Гданьский памятник защитникам польской почты является частью триптиха, который включает в себя памятник участникам Варшавского восстания 1944 года в Варшаве и памятник, павшим за свою родину в Ченстохове.